# The Appeal: Georgia's Most Wanted
The Appeal: Georgia's Most Wanted — сьомий студійний альбом американського репера Gucci Mane, виданий лейблами 1017 Brick Squad Records і Warner Bros. Records 28 вересня 2010 р. Реліз дебютував на 4-й сходинці Billboard 200 з результатом у 61,45 тис. проданих копій за перший тиждень; станом на 21 серпня 2011 наклад становив 169,5 тис.
Після успіху The State vs. Radric Davis Gucci Mane анонсував, що наступні 2 платівки будуть частинами трилогії. The Appeal: Georgia's Most Wanted — сиквел. Пізніше репер відмовився від ідеї трилогії та третьої платівки The State vs. Radric Davis: The Verdict. Виконавчий продюсер: Gucci Mane.

## Передісторія
У листопаді 2009 Gucci Mane засудили до 12-місячного ув'язнення у тюрмі округу Фултон, Джорджія. Після звільнення у травні 2010 репер випустив низку мікстейпів, треків, вірусних відео: The Burrrprint 2, Mr. Zone 6, Jewelery Selection, Ferrari Music, Buy My Album тощо. Він також змінив назву лейблу із So Icey Entertainment на 1017 Brick Squad Records та оголосив, що наступний альбом, The State vs. Radric Davis, The Appeal, вийде наприкінці 2010. Остаточна назва: The Appeal: Georgia's Most Wanted, нова дата: 31 серпня. Gucci Mane пізніше анонсував через Твіттер 28 вересня («Septemburrr 28, 2010»).

## Запис
Під час інтерв'ю з атлантським діджеєм Ґреґом Стрітом Gucci Mane заявив: «Я сильно виріс, гадаю, я дійсно висловив це в музиці, просто хочу, щоб усі це почули й взнати їхню думку, позаяк я приклав багато часу й наразі це безумовно моя найкраща робота». Крім давніх партнерів Zaytoven, Drumma Boy та Fatboi Gucci Mane також попрацював з іншими продюсерами. Платівка містить перші треки в кар'єрі репера на біти Swizz Beatz, Вайклефа Жана й Фаррелла Вільямса. «Я дійсно записав хіти з новими людьми. Я зробив 6 записів зі Swizz, 6 з Фарреллом. Потім я обрав найкращі. На мою думку, це класика».

## Реліз і реклама

### Національний промо-тур
Приблизно у вересні 2010 Gucci Mane оголосив тур на підтримку The Appeal; після виходу з в'язниці він мав щільний гастрольний графік і повідомив про плани продовжити виступи по всій країні: «Ще 5 років тому я збирався стати репером № 1».

### Промо-мікстейпи
17 березня 2010 у Бербанку, штат Каліфорнія, Gucci Mane, 1017 Brick Squad, Asylum Records і Warner Bros. Records оголосили про плани видати першу частину із серії комерційних мікстейпів (Burrrprint (2) HD, сиквел до Burrrprint: 3D [2009]). Burrrprint(2) HD з'явився в iTunes 12 квітня 2010, а в музичних крамницях — наступного дня. 24-трековий мікстейп, гост: DJ Holiday, є збіркою нових пісень та інтерлюдій.
Ця колекція стала останнім записаним релізом виконавця до ув'язнення в 2009 р. Першу пісню, «Live from Fulton County Jail», зроблено завдяки телефону прямо з-за ґрат. «Gucci подзвонив мені з округу Фултон і сказав, щоб я розпочав запис», — говорить DJ Holiday. «Він зачитав крутий куплет на телефон, саме це ви чуєте в пісні, з 1-хвилинним автоматизованим попередженням „у вас залишилася одна хвилина“, це все реальне». «Багато моїх фанів знають мене через величезну кількість мікстейпів, виданих упродовж багатьох років», — сказав Gucci Mane під час 1-річного ув'язнення за порушення умовно-дострокового звільнення. «Я хотів випустити мікстейп Burrrprint 2 як подяку всім тим, хто мав зі мною справу протягом ув'язнення, всім тим, хто писав листи, це для вас… Я скоро буду вдома». Мікстейп передував The Appeal: Georgia's Most Wanted.

Репер з'явився на вечірці з приводу уродин атлантської радіостанції Hot 107.9, зняв відео для «Steady Mobbin'» Lil Wayne. Про Mr. Zone 6, оду району Атланти, де він виріс:
Найбільший мікстейп літа, безумовно… Запевняю, після його релізу я отримаю нагороду «Мікстейп року».
Mr. Zone 6 — перший мікстейп Gucci Mane 2010 р. після виходу з буцегарні. «Справа в тому, що ми з Gucci навіть не знаємо, коли ми розпочнемо співпрацю. Ми можемо розмовляти 6 місяців:
Хочеш зробити мікстейп? Так? Тоді я відповідаю на виклик: «Так, ми готові». Якщо подивитися, що ми випускаємо, то це завжди щось особливе. Ми вигадали найбожевільніші концепції, ідеї. Gucci не дає мені багато часу [на складання релізу].
Jewelry Selection видали 17 серпня 2010. Gucci MTV News заявив:
Мікстейп вийшов, 700 тис. завантажень, здається, 30 хв. Деякі люди стверджують, що це мій найкращий мікстейп у кар'єрі. Багато пісень я міг би помістити на альбом, а не на цей мікстейп. Щось, аби люди підготувалися до того, що я йду. Не хочу, щоб вони дивувалися, коли почують мій альбом, який спритний та розумний я за мікрофоном. Це всього лише прелюдія.
9 вересня вийшов Ferrari Music (гост: DJ Drama), 23 вересня — Buy My Album (гост: DJ Holiday) за п'ять днів до The Appeal.

### Сингли
16 червня 2010 Gucci Mane та R&B-співачка Ciara анонсували через Ustream появи на нових платівках одне одного. За чутками, першим синглом мав стати «Too Hood» з участю Ciara, однак композиція не потрапила до альбому.
Натомість 6 серпня 2010 на MySpace-сторінці репера відбулась прем'єра дебютного окремку «Gucci Time». 30 серпня його офіційно випустили синглом. Він посів 23-тю сходинку Hot R&B/Hip-Hop Songs і 12-тю Rap Songs. Кліп на промо-сингл «Remember When» оприлюднили 10 жовтня, а відео на «What's It Gonna Be» — 21 день по тому.

### Інші пісні
У партнерстві з iTunes кілька треків з нового альбому включили в попередній реліз програми «Complete My Album» за кілька тижнів до релізу альбому. 7 вересня 2010 з'явилась можливість отримати першу пісню «Making Love to the Money». Трек посів 36-ту позицію Hot R&B-Hip-Hop Songs і 21-шу Rap Songs. 14 вересня стала приступною «Trap Talk», а 21 вересня — «Weirdo». «Beat It Up» з делюкс-видання, що також потрапила до Burrrprint (2) HD, дебютувала на 36-му місці R&B/Hip-Hop Songs і 22-му Rap Songs.

## Комерційний успіх
Наклад за перший тиждень: 61,45 тис., що менше, ніж попередня платівка Gucci Mane (89 тис.). Проте The Appeal виявився успішнішим у чартах: 4-та сходинка Billboard 200 проти 10-ї. Більшість критиків позитивно оцінили альбом.

## Список пісень
| #   | Назва                                         | Автор                                              | Продюсер(и)                                                                | Тривалість |
| --- | --------------------------------------------- | -------------------------------------------------- | -------------------------------------------------------------------------- | ---------- |
| 1.  | «Little Friend» (з участю Bun B)              | Редрік Девіс, Б. Фрімен, Р. Джеркінс, Дж. Стівенс  | Darkchild; Jabbar «Bah» Stevens (співпрод.)                                | 5:18       |
| 2.  | «Trap Talk»                                   | Девіс, М. Гемфрі, К. Роберсон                      | Big Korey; DJ Montay (співпрод.)                                           | 4:38       |
| 3.  | «Missing»                                     | Девіс, Кс. Дотсон                                  | Zaytoven                                                                   | 4:46       |
| 4.  | «What It's Gonna Be»                          | Девіс, К. Ґолсон                                   | Drumma Boy                                                                 | 4:23       |
| 5.  | «Making Love to the Money»                    | Девіс, Є. Л'юїс, О. Заяс                           | Schife & OhZee                                                             | 4:07       |
| 6.  | «Gucci Time» (з участю Swizz Beatz)           | Девіс, К. Дін                                      | Swizz Beatz; The Individualz (співпрод.)                                   | 2:56       |
| 7.  | «Party Animal»                                | Девіс, Л. Дуґлас                                   | Fatboi                                                                     | 3:59       |
| 8.  | «Remember When» (з участю Ray J)              | Девіс, В. Норвуд                                   | BWheezy, Beat Billionaire                                                  | 4:27       |
| 9.  | «Haterade» (з участю Pharrell та Nicki Minaj) | Девіс, Ф. Вільямс, О. Мараж                        | The Neptunes                                                               | 4:46       |
| 10. | «It's Alive» (з участю Swizz Beatz)           | Девіс, Дін                                         | Swizz Beatz, Rob Holladay; Sean Garrett (співпрод.)                        | 3:38       |
| 11. | «ODog» (з участю Wyclef Jean)                 | Девіс, Н. Жан                                      | Wyclef Jean; Sedeck «All Hands on Deck» Jean (співпрод.)                   | 5:15       |
| 12. | «Dollar Sign»                                 | Девіс, Джеррі Дюплессі                             | Jerry «Wonda» Duplessis; Arden «Keyz» Altino (співпрод.)                   | 2:19       |
| 13. | «Brand New»                                   | Девіс, Дотсон, Дж. Медісон                         | Zaytoven                                                                   | 3:27       |
| 14. | «Weirdo»                                      | Девіс, Ґолсон                                      | Drumma Boy                                                                 | 4:11       |
| 15. | «Grown Man» (з участю Estelle)                | Девіс, Дюплессі, Дж. Шеффер, Е. Сверей, В. Вілкінс | Jim Jonsin; Jerry «Wonda» Duplessis (співпрод.); Wayne Wilkins(дод. прод.) | 3:36       |

| Бонус-треки на iTunes | Бонус-треки на iTunes               | Бонус-треки на iTunes             | Бонус-треки на iTunes | Бонус-треки на iTunes |
| #                     | Назва                               | Автор                             | Продюсер(и)           | Тривалість            |
| --------------------- | ----------------------------------- | --------------------------------- | --------------------- | --------------------- |
| 16.                   | «Beat It Up» (за участі Trey Songz) | Девіс, Т. Неверсон, Дж. Крістофер | Drumma Boy            | 4:32                  |
| 17.                   | «Georgia's Most Wanted»             | Девіс, Дуґлас                     | Fatboi                | 3:41                  |

Примітки
- «Gucci Time» містить семпл з «Phantom, Pt. II» у виконанні Justice.